# Электрическая Машина (созвездие)
Электри́ческая Маши́на (лат. Machina Electra, Machina Electrica) — отменённое созвездие южного полушария неба. Предложено в 1800 году Иоганном Боде, опубликовано в его же «Уранографии» в 1801 году. Созвездие было встроено в ряд между Печью и Скульптором, южнее созвездия Кит.
Созвездие никогда не пользовалось популярностью среди астрономов. Ныне созвездие не занесено Международным астрономическим союзом в официальный список созвездий. Его звёзды включены в созвездия Печь и Скульптор.